# Червеноглав трогон
Червеноглавият трогон (Harpactes erythrocephalus) е вид птица от семейство Трогонови (Trogonidae).

## Разпространение и местообитание
Разпространен е в Бангладеш, Бутан, Виетнам, Индия, Индонезия, Камбоджа, Китай, Лаос, Малайзия, Мианмар, Непал и Тайланд.